# Genoegenschade
Als de genoegenschade (ook 'geneugteschade' of 'plezierschade' genoemd) die het slachtoffer van een onrechtmatige daad lijdt wordt in België beschouwd de morele schade die erin bestaat dat hij bepaalde plezierige activiteiten niet meer kan beoefenen. Indien niet vervat in de morele schade kan de vergoeding voor deze schade worden voorbehouden voor uitzonderlijke gevallen waarin het slachtoffer als gevolg van het bewezen schadeverwekkende feit een vooraf beoefende sport of hobby moet stopzetten of drastisch verminderd ziet (indicatieve tabel, randnummer 42). De indicatieve tabel bevat geen concrete cijfers in dit verband.
Valt ook onder deze schadepost: het niet kunnen meemaken van een geplande vakantie, bijvoorbeeld omdat men op weg naar de luchthaven werd aangereden of omdat men een week voor het vertrek werd omvergereden. Maar over soortgelijke vormen van genoegenschade zijn de laatste jaren geen vonnissen meer gepubliceerd.
De begroting van de genoegenschade gebeurt meestal ex aequo et bono (dus ruw geschat), maar zij steunt uiteraard op de concrete gegevens. Daar deze gegevens zeer uiteenlopend kunnen zijn - bijvoorbeeld het niet meer kunnen voetballen (als vrijetijdsbesteding) tegenover een bijna volledig verlies van alle mogelijkheden om te genieten - zijn ook de toegekende vergoedingen zeer verschillend (bijvoorbeeld 500 euro tegenover 25.000 euro).
Soms wordt ook als 'genoegenschade' beschouwd, het verlies aan levensvreugde. Het slachtoffer van bijvoorbeeld slagen en verwondingen ondergaat altijd wel een vermindering van zijn levensvreugde. Een voorbeeld hiervan treft men aan in een vonnis van de Correctionele Rechtbank te Brugge van 30 juni 1997 in de zaak van het Openbaar Ministerie, Mehmet S. en het Centrum voor gelijkheid van kansen en racismebestrijding tegen Kris DK (verdachte). Kris DK werd schuldig bevonden aan het opzettelijk toebrengen van verwondingen of slagen aan Mehmet S, met de omstandigheid dat de slagen of verwondingen een ziekte of een ongeschiktheid tot het verrichten van persoonlijke arbeid ten gevolge hadden. Wegens verlies aan levensvreugde vorderde het slachtoffer een morele schadevergoeding van 50.000 frank. De correctionele rechtbank te Brugge kende hem ex aequo et bono een bedrag van 10.000 frank toe. De reden was: 'Het komt de rechtbank aannemelijk voor dat de vrij brutale aanval van beklaagde de burgerlijke partij toch ongetwijfeld zwaar geschokt en moreel moet aangetast hebben. Niemand hoort in een democratische rechtsstaat met vrees voor zijn fysieke integriteit over straat te lopen louter omwille van zijn opinie of huidskleur'.